# Melitón Pedraza
Melitón Pedraza (Villa María, 31 de marzo de 1886 - Córdoba, 17 de junio de 1957) fue un empresario y político cordobés argentino,
Fue concejal, diputado, candidato a intendente y presidente del Tribunal de Cuentas. Fundador del periódico Defensa, fundó y dirigió la Sociedad Rural, el Jockey Club y el Sport Club Social de Villa María.
Promovió la Reforma Agraria nacional.
Entre 1943-1944, a finales de la Década infame ―un período de corrupción rampante, solo comparable con la dictadura cívico-militar (1976-1983)― ocupó el máximo cargo de «jefe político». Al terminar la Década Infame, en 1944, su «honradez insospechada e insobornable» le hizo abandonar la política.
Donó el coro de la Catedral de Córdoba.
Fundó y dirigió la seccional de la Acción Católica.

## Infancia

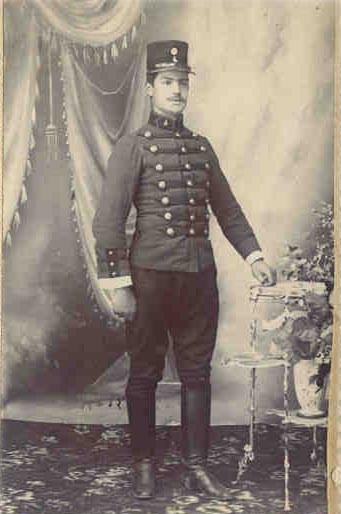
El joven Melitón Pedraza en el Colegio Militar.

Melitón Pedraza era hijo de Cipriano de Pedraza ―que descendía de las familias españolas Pedraza de Vera, Bazán de Pedraza, Ferreyra de Acevedo y de Vera Mujica, que se establecieron en las colonias españolas en América― y de Mercedes de Pereyra.
Pasó su infancia en la estancia paterna, Los Algarrobos, evocada por copleros, situada a orillas del río Tercero.
Hizo sus estudios primarios en Villa Nueva, prosiguiendo luego cursos superiores de Humanidades, Comercio, Contaduría y Administración en la ciudad de Córdoba.

## Trayectoria empresarial
Comenzó su trayectoria empresarial como administrador general de las explotaciones agrícolas de los padres mercedarios de Córdoba, función que desempeñó durante 25 años. 
En el ramo del acopio de cereales, Melitón Pedraza convirtió la estancia de Yucat en uno de los establecimientos más productivos del país, sirviendo de modelo para otras explotaciones agrícola-ganaderas.[cita requerida] Pedraza entabló sólidas vinculaciones con el empresariado del país, al punto que los productores de la zona proponían que la comercialización de las cosechas, como una prenda de seguridad de sus intereses, se hiciera con su intervención personal.
Su preocupación por las condiciones humanas de vida de la población rural lo llevó a crear nuevas formas de convivencia y su fe en todo lo que fuera la dignidad de la persona rural lo impulsó a ser uno de los pioneros en nuestra República de la Reforma Agraria, propulsando la subdivisión de la tierra, la eliminación del intermediario para evitar la explotación del colono siempre perjudicado en sus utilidades y la contratación leonina, a fin de que la tierra fuera patrimonio de muchos y no de los menos.marcó en la evolución de la agricultura argentina toda una nueva y noble orientación por su contenido político, económico y social.
Estas realizaciones que desarrolló, traducían un viejo ideal ya pregonado muchas veces por gobernantes, estadistas y legisladores, pero que no pasaron de la proyección del intento, la sugerencia y el consejo.
Se trataba de un modelo similar a otros ya implantados en Australia, Europa y Estados Unidos.[cita requerida]
En una antigua crónica del diario Los Principios, de 1933, en la que se valora la personalidad de Melitón Pedraza y el contenido de su propuesta progresista en relación con la industria de la agricultura y la ganadería, se dijo que «de ser los argentinos dueños de una legislación agraria avanzada, muchas de las ideas realizadas por el, tendrían que servir de ejemplo»

## Trayectoria política
A partir de su ingreso en la política, llegó a tener en la administración municipal una destacada actuación, habiendo participado a pesar de su juventud del círculo de los íntimos del presidente Marcelo T. de Alvear y del gobernador Ramón J. Cárcano.
En 1930, presidiendo una comisión en representación de más de treinta instituciones, encabezadas por los Centros de Propietarios, Comercial e Industrial, realizó en Buenos Aires relevantes gestiones ante el Gobierno nacional y el Ministerio de Justicia y Obras Públicas, secundadas por el entonces interventor de la provincia de Córdoba, Carlos Ibarguren, que promovían la edificación de numerosas obras sociales, entre las que se contaban la Fábrica Militar, el Colegio Nacional y el Instituto del Rosario.
Ese mismo año, el Gobierno de la intervención le confió la presidencia del Tribunal de Cuentas, que desempeñó hasta 1932, llegando a ser candidato a intendente municipal y a diputado provincial.
Su proyecto, presentado ante una multitud, frente a una asamblea llena de expectativas por sus palabras, causó tan excelente impresión en el ánimo de la concurrencia, por lo que antes de concluir, terminaron de vivar entusiastamente, tributándole su asentimiento incondicional, adhiriendo numerosas personalidades de Buenos Aires, Córdoba y el interior a dicha candidatura, que hicieron el elogio del mismo, marcando inequívocamente su primer triunfo en la lucha por los derechos comunales
En aquella ocasión, sintiéndose libre de toda atadura política o compromiso con el poder, expuso magistralmente su moderno programa de gobierno, mereciendo general aprobación, por la calidad de su ser, versación y rectitud de su proceder, al constituir un progreso en la habituales prácticas políticas, hastiados de promesas electorales incumplibles, por lo que representaba una propuesta totalmente novedosa para el porvenir de la ciudad, al aclarar las finalidades que se proponía alcanzar, los recursos con los que contaba, con un presupuesto en mano, confeccionado por contadores inobjetables, por todos conocidos, a fin de lograr tales metas y los pasos que habría que ir dando en la consecución de esos objetivos.
A fines de 1931, integró el Consejo Deliberante en cuyo desempeño tuvo intervenciones oportunas muy importantes en defensa de los intereses generales, que reflejaban su estatura ética, moral y de sólidos principios.
Ya anteriormente, en 1926 siendo concejal, debido a un incorrecto procedimiento de la clase política de su tiempo que removió arbitrariamente a un empleado del Tribunal de Cuentas, que ponía de manifiesto las maniobras de baja politiquería, a fin de que no se hiciera luz sobre numerosas irregularidades en las que había incurrido el Consejo Deliberante, como el Poder Ejecutivo, constituyendo un grosero atropello contra el espíritu de la Ley, por reconocer que así, era imposible que estos organismos pudieran llenar su cometido honradamente, por inclinar su cabeza obsecuentemente y prestar atención a los mayores despropósitos, Don Melitón Pedraza, todo un señor, como una enérgica protesta contra tal violación a la verdad, presentó su renuncia(amplias referencias en el cap.XVl, apartados N° 2 y 3, de Historia de Villa María.
Son memorables algunos de los inolvidables debates en los que Melitón Pedraza, rebatió con muy sólidos argumentos, empresas imprudentes que pretendían emboscar a la Comuna, de allí su ganada fama de juicioso pensador, tales, por ejemplo, el tristemente palacio municipal, el fantasioso proyecto del matadero, que se llevó a cabo con lamentables consecuencias y tantos otros, detrás de los cuales se pretendían movilizar grandes negociados para el usufructo de la clase política a los que él se opuso drásticamente, quien siempre se mantuvo totalmente alejado de todos esos ilícitos, al punto que sus propios colegas del Consejo Deliberante, eludían su intervención, pues sabían de antemano que no podrían contar con él, para nada incorrecto o al margen de la moral, habiendo arrojado mucha luz para solucionar los problemas que diariamente se debatían en el Foro, teniendo que admitir sin vacilaciones que su palabra clara, sincera y persuasiva evitó muchos errores, llamando la atención sobre hechos que podrían haber llevado a la bancarrota a los intereses de la Comuna.
A partir de 1943, desempeñó las funciones de Jefe Político hasta 1944, quien debió dimitir de su cargo, retirándose por problemas de salud y uno solo fue el concepto unánime con el que fuera calificado, incluso por la misma oposición, «honrado de una honradez acrisolada e insobornable».

## Otras actividades ejercidas
Fue una figura representativa de Villa María (Córdoba, Argentina), social, culta y empresarial, sobresaliendo allí en donde se encontrara, formando parte de las comisiones directivas de los centros de mayor jerarquía, siendo socio fundador del Jockey Club, Sport Club Social y Sociedad Rural, entre otras prestigiosas instituciones.
Fue creador y director del periódico Defensa, que apareció en Villa María durante algún tiempo y en el que colaboraron diversos jóvenes y destacados periodistas.
La obra realizada en la Sociedad Rural, debido a su capacidad, honestidad y tacto fue muy eficaz, logrando en muy pocos años afincar sólidamente el nivel de tal organismo que hoy goza de merecido crédito en las fuerzas vivas del agro nacional.
Fue asimismo fundador y primer presidente del Centro de Hombres Católicos y de la Junta de la Acción Católica, contribuyendo en numerosas obras de caridad con valiosos donativos, debiéndose a sus esfuerzos la construcción de la capilla de la Congregación de la Merced, que costeó en gran parte, donando también el coro de la Catedral.

## Matrimonio y descendencia
Casó con Isabel Pedraza de Mansilla y Paz, el 6 de febrero de 1911, en la estancia paterna de Los Algarrobos.
Según destacaba el historiador José Antonio Pedernera en 1967, en su biografía sobre Melitón Pedraza:

Como síntesis de esta semblanza que no pretende abarcar lo que fue la trayectoria de ésta pujante figura villamariense, concluimos, expresando, que si a través de tantas facetas brilló su personalidad, fue en su hogar, continuado por sus actuales descendientes, donde hizo sentir al máximo la fuerza de su generosidad, magnanimidad y beneficencia, prolongándose en sus nietos que cuan frondosos retoños empiezan a ensanchar promisoriamente el brillante círculo familiar, herederos de una honrosa tradición, de abnegado patriotismo y ejemplar trayectoria.

Melitón Pedraza fue padre del aviador argentino Andrés Pedraza, que se casó con la aviadora Susana Ferrari Billinghurst.
Le sobreviven sus descendientes, las familias Cheli Pedraza, Wynne-Dowling Pedraza, Pedraza Ferreyra y Pedraza, Pedraza Ferrari-Billinghurst, Pedraza Cometo, y Pedraza Roldán.

## Fallecimiento
Falleció el 17 de junio de 1957 en la ciudad de Córdoba. Se dispusieron una serie de honores, adhiriendo la ciudad de Villa María al resolver que la bandera nacional fuera izada a media asta en el palacio municipal.
- Datos: Q6009680